# 中体西用
中体西用是指在清朝末年间的洋务运动所主张的基本思想。是指以中国传统的思想、文化、制度为根基，引进并应用西方先进的科学和技术的想法。这一思想也陈述为“中學為體，西學為用”。

## 历史
19世纪中期以后，随着西方国家的文化入侵，中国部份知识分子开始形成以接受欧美思想为主的学术。最初的倡导者是冯桂芬，在1861年（咸丰11年）提出“以中國之倫常名教為原本，輔以諸國富強之術”的主张。

## 影响

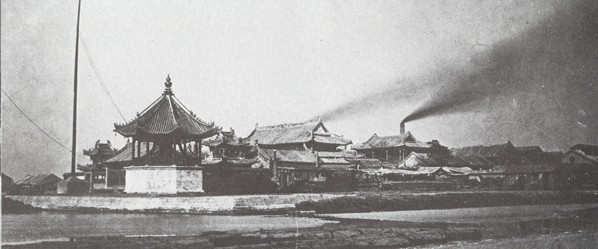
海光寺和天津机器制造局西局子全景

在洋务运动中出现了一批新兴的民用工业制造厂，这批民用工业的产品很多是以市场为导向，具有近代资本主义工业的特点。

## 延伸阅读
- 戚其章. . 《中国社会科学》 (中国文学网). 1995, (1)  [2013-10-14]. （原始内容存档于2013-10-24）.